# Hollywood Squares

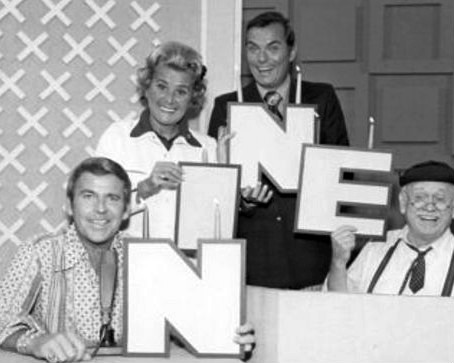
Photo publicitaire de Hollywood Squares célébrant sa huitième année/ commençant sa neuvième année. Sur la photo, Paul Lynde, Rose Marie, l'hôte Peter Marshall et Cliff Arquette dans le rôle de Charlie Weaver.

Hollywood Squares est un jeu télévisé américain créé en 1966 par Merrill Heatter et Bob Quigley.
Deux participants doivent remplir une grille de morpion dans laquelle chaque case est représentée par une célébrité qui doit répondre à des questions.
Parmi les vedettes régulières, on peut citer Nanette Fabray, Kaye Ballard, Wally Cox, Morey Amsterdam, Florence Henderson, Buddy Hackett, Marty Allen, Wayland Flowers and Madame, Barbara Eden, George Gobel, Vincent Price, Charo, Sandy Duncan, Carol Wayne, Jonathan Winters, Foster Brooks, The Lennon Sisters, Garrett Morris, Karen Valentine, John Davidson ou encore Joan Rivers.
L'émission a remporté quatre fois le Daytime Emmy Award du meilleur jeu télévisé.
L'émission a connu plusieurs versions. Elle a notamment été relancée par Whoopi Goldberg en 1998 après avoir disparu des écrans. Elle a longtemps occupé la case centrale de la grille dans cette version aux côtés de célébrités comme Bruce Vilanch, Gilbert Gottfried, Martin Mull, Caroline Rhea, Brad Garrett, Bobcat Goldthwait, Jeffrey Tambor, George Wallace ou Kathy Griffin. Elle a définitivement disparu en 2004.
En France, l'émission a été adapté sous les titres L'Académie des neuf puis Le Kadox.